# Mighty Mo Siligia
Siala-Mou « Mighty Mo » Siligia, né le 8 octobre 1970, est un pratiquant de kick boxing et de mixed martial art (MMA) américain d'origine samoane. Il a remporté le k-1 world grand prix 2004 qui se déroulait à Las Vegas ainsi que le k-1 world grand prix 2007 se déroulant à Hawaii.
Il pèse environ 133 kg pour une taille de 1,85 m. Il est entraîné par Eddy Mills.
Il possède un score en kick boxing de 23 combats pour 14 victoires et 9 défaites. Il totalise 4 combat en MMA pour 3 victoires et une défaite.